# 久伊豆神社 (越谷市袋山)
久伊豆神社（ひさいずじんじゃ）は、埼玉県越谷市の神社。

## 歴史
1600年（慶長5年）に創建された。氏子の細沼氏が創建したと伝えられる。細沼氏は楠木正成を輩出した楠木氏の一族で、元々は甲斐国（現・山梨県）にいたが、戦国時代に当地に土着し、袋山村を開拓した。近くの持福院が別当寺であった。
明治初期に、近代社格制度に基づく「村社」に列せられ、1907年（明治40年）の神社合祀により、「雷電社」が合祀された。雷電社の跡地は、現在は不明となっている。

## 交通アクセス
- 大袋駅より徒歩8分。